# La Poma megye
La Poma egy megye Argentína északnyugati részén, Salta tartományban. Székhelye La Poma.

## Népesség
A megye népessége a közelmúltban a következőképpen változott:
| Év   | Lakosság |
| ---- | -------- |
| 2001 | 1714     |
| 2010 | 1738     |